# Globalni sporazum o migraciji
Globalni sporazum o migraciji ili Marakeška konvencija skraćeno je ime predloženog ugovora UN-a, punog imena Globalni sporazum za sigurnu i urednu migraciju.

## Pregled
UN je pokrenuo inicijativu djelomično kao odgovor na Europsku migracijsku krizu, započetu 2015. godine. Analize potaknute europskom migracijskom krizom pokazale su da redovnim migracijama koje uvijek postoje na svjetskoj razini, ratom izazvane migracije mogu poslužiti kao uzor i primjer da je moguće migrirati u države s višim standardom, tj. ratom izazvane migracije intenziviraju ekonomske migracije.
U rujnu 2016. sve 193 članice UN-a donijele su neobvezujuću deklaraciju o migrantima, predsjednica Hrvatske tada je izjavila: "Hrvatska je na pomoć izbjeglicama potrošila 20 milijuna eura. ".
U prosincu 2017. SAD su se prve povukle iz UN-ove inicijative, tumačeći kako je UN-ova inicijativa "nekompatibilna sa suverenošću SAD-a".
Kako se približava konferencija u Maroku, zakazana za 10. i 11. prosinca 2018., na kojoj bi nazočne članice UN-a trebale prihvatiti sporazum, i druge države pronalaze sve brojnije zamjerke predloženom sporazumu te se povlače: Mađarska u srpnju 2018., Austrija u listopadu 2018.
Suverenističko odbacivanje UN-ova sporazuma najavila je i predsjednica RH 31. listopada 2018.: "Budite sigurni da neću potpisati ‘Marakeški sporazum’".
U Splitu su građani i inicijativa Hrvatski bedem održali prosvjed "Stop Marakeškom sporazumu" 9. prosinca 2018. Na povorci od HNK do Rive u prosvjedovali su protiv potpisivanja Marakeškog sporazuma i svih posljedica što on donosi.
Sporazum je podržalo manje zemalja u Marakešu, 10. prosinca 2018. nego što je počelo rad na njemu. Najmanje šest zemalja članica Europske unije, uglavnom bivših komunističkih zemalja istočne Europe, odbacilo je pakt, uz Čile, SAD i Australiju. Nije bilo službenog glasovanja. "Pariz gori, London je u krizi, a Marakeški globalni sporazum o migracijama mrtav je i prije nego što je uopće potpisan", poručio je Steve Bannon, bivši glavni strateg Bijele kuće.
Protivnici Globalnog sporazuma o migracijama kao najveće zamjerke navode "zadiranje u suverenitet država, izjednačavanje legalnih i ilegalnih migracija te strahuju od nekontroliranog priljeva migranata", dok zagovornici pozivaju na "potrebu zajedničkog upravljanja migracijama i bolju zaštitu ljudskih prava".
Taj dokument ne treba ratifikaciju u državama koje su na njemu radile, što znači da neće proći saborsku proceduru koja podrazumijeva raspravu, njegovo usvajanje, a potom i potpis predsjednice.

## Vanjske poveznice
- https://www.iom.int/sites/default/files/our_work/ODG/GCM/NY_Declaration.pdf - deklaracija UN-a od 19. rujna 2016. godine (engl.)
- https://refugeesmigrants.un.org/sites/default/files/180711_final_draft_0.pdf - zadnji nacrt Globalnog sporazuma o migraciji (engl.)